# 坎帕斯佩罗
坎帕斯佩罗，是西班牙卡斯蒂利亚-莱昂巴利亚多利德省的一个市镇。总面积47平方公里，2001年普查人口總數為1443人，人口密度為每平方公里31人。